# Mauro Pane
Mauro Pane (31 marzo 1963 – 9 febbraio 2014) è stato un pilota automobilistico e stuntman italiano.

## Biografia
Campione di kart (nel 1986) e proprietario della scuderia "F1 Storiche" a Sannazzaro de' Burgondi, l'unica scuderia europea che ripara e restaura le auto d'epoca di Formula 1 e non solo. Pane è stato anche nel ruolo di stunt sul set del film Rush di Ron Howard, come controfigura dell'attore Daniel Brühl.
Nel 2008 Pane è stato campione del Mondo del "Historic Formula One Championship" con la Tyrrell P34 e nel 2012 con la Lola T370 è giunto terzo nel gran premio storico di Monte Carlo.
Pane è morto in un incidente con la sua auto ritrovata in un canale tra Tromello e Gambolò in Lomellina il 9 febbraio 2014. Aveva 50 anni.